# La lotteria
La lotteria (The Lottery) è un racconto scritto da Shirley Jackson, comparso nel 1948 sul New Yorker. Ha avuto una profonda influenza ispirando molti scrittori di libri horror, come Stephen King. Nell'edizione italiana, il racconto appare con altre tre storie brevi: Lo sposo (The Deamon Lover), Colloquio (The Colloquy) e Il fantoccio (The Dummy).

## Lo stile di scrittura
Tutti i brevi racconti cominciano in un'atmosfera calma, tranquilla, per poi sfociare in una serie di eventi violenti e paurosi. Le storie basano il proprio fascino sull'effetto a sorpresa finale della trama. Tutte del genere horror, sono intrecciate con dettagli all'apparenza insignificanti, per metterne in risalto la conclusione, con la quale si potrà conoscere una sconcertante verità, che si presta a più chiavi di lettura. A volte non c'è proprio spiegazione per gli eventi che accadono.

## La lotteria(1948)
Ambientata in un piccolo villaggio di trecento persone, La lotteria inizia il 27 del mese di giugno, gli abitanti del villaggio si apprestano tutti ad un grande raduno, parlando di "semina, di raccolti ed altre frivolezze". I bambini giocano radunando dei sassi, le mamme si raccontano pettegolezzi. Anche se l'atmosfera sembra gioviale, serena, si comincia a notare qualcosa di sinistro; tutti gli abitanti sorridono non felici, ma nervosi. Andando avanti, avvengono le preparazioni per la lotteria. In conclusione, si scopre finalmente la verità: il vincitore verrà lapidato.

## Lo sposo(1949)
Una mattina, una donna si prepara per il proprio matrimonio. Ma lo sposo non arriva. La donna inizia una ricerca disperata: chiederà a edicolanti, fiorai, portinai se hanno visto passare "un uomo molto alto vestito di blu". Solo dopo ore la ragazza riesce ad avere notizie del futuro sposo; ma si ritroverà a dover far fronte ad una realtà crudele e pericolosa.

## Colloquio(1949)
Una donna, preoccupata per la salute mentale del marito si reca nello studio dello psichiatra. Dopo un colloquio pieno di deliri e confusione, la donna lascerà lo studio, più confusa di prima, più disperata che mai; ma non può rendersi conto delle emozioni provate dal dottore mentre vede la sua figura pallida, folle e maniacale mentre esce dalla porta.

## Il fantoccio(1949)
Due donne passano una serata in un ristorante a cenare. All'improvviso sul palco compare un ventriloquo: fa parlare un manichino, un fantoccio.
Terminato il numero, il fantoccio e il ventriloquo continuano la conversazione, e all'improvviso le due donne si rendono conto che forse il fantoccio non è poi così legato all'abilità del suo maestro.

## Riferimenti in altre opere
- Nel video musicale Man That You Fear dello shok-rocker Marilyn Manson, c'è un chiaro riferimento al racconto La lotteria, in quanto Manson viene lapidato dagli abitanti di un villaggio nomadi in un luogo isolato del deserto.
- Nell'episodio Morire come un cane della serie animata I Simpson (anno 1992), il presentatore del telegiornale Kent Brockman annuncia che sono state prese in prestito dalla biblioteca di Springfield tutte le copie della Lotteria (qui tradotta erroneamente come "Il lotto") in seguito alla "febbre del gioco" che aveva colpito i cittadini, i quali tuttavia avevano frainteso il significato dell'opera. Brockman lo descrive infatti come un "racconto agghiacciante sul conformismo impazzito". A questo punto Homer Simpson butta contrariato la sua copia nel caminetto.
- Nell'episodio di South Park Il nuovo look di Britney (2008), gli abitanti del villaggio intendono sacrificare Britney Spears per un raccolto abbondante; il modo con cui l'hanno estratta a sorte ricorda il procedimento usato anche dagli abitanti del villaggio ne La lotteria.
- Nell'episodio di Oz La bufera del 2001 (2001), il detenuto William Giles sceglie, come metodo d'esecuzione, la lapidazione: il personaggio che non riesce ad avere una normale conversazione e parla "a indovinelli", per fare intendere che vuole essere lapidato dice: "Shirley Jackson".

## Edizioni italiane
- La lotteria, traduzione di Franco Salvatorelli, Collana Piccola Biblioteca n.555, Milano, Adelphi, 2007, ISBN 978-88-459-2184-1.
- La lotteria, traduzione di Franco Salvatorelli, adattamento grafico di Miles Hyman, Milano, Adelphi, 2019, ISBN 978-88-459-3431-5.